# جایی برای داماد نیست
جایی برای داماد نیست (به انگلیسی: No Room for Groom) یک فیلم سینمایی آمریکایی در ژانر کمدی محصول سال ۱۹۵۲ میلادی به کارگردانی داگلاس سیرک و بازیگران اصلی این فیلم تونی کرتیس ، پایپر لوری ، دان دفور و اسپرینگ باینگتون هستند .  فیلمنامه براساس رمان "عشق واقعی من" ساخته داروین تیلیت ساخته شده است.